# دیر کیفا
دیر کیفا (به عربی: دیر کیفا) یک منطقهٔ مسکونی در لبنان است که در شهرستان صور واقع شده‌است. دیر کیفا ۳۹۰ متر بالاتر از سطح دریا واقع شده‌است.